# Anthon, Isère
Anthon är en kommun i departementet Isère i regionen Auvergne-Rhône-Alpes i sydöstra Frankrike. Kommunen ligger i kantonen Pont-de-Chéruy som tillhör arrondissementet Vienne. År 2022 hade Anthon 1 137 invånare.

## Befolkningsutveckling
Antalet invånare i kommunen Anthon
Referens:INSEE